# Менаше Галперн
Менаше Галперн (Халперн; Гальперн; hалперн, Менасій Шльомович Гальперін; їдиш ‏מנשה האַלפּערן‎; 10 листопада 1871, Шепетівка, Старокостянтинівський повіт, Волинська губернія — 15 січня 1960, Сан-Паулу, Бразилія) — єврейський письменник, видавець, редактор. Писав на мові їдиш.

## Біографія
Менаше Халперн народився у 1871 році в Шепетівці (нині Старокостянтинівський район Хмельницької області, Україна), у родині заможного посесора, фабриканта Шлойме Шмулевича (Соломона Самуїловича) Галперна, власника цегельного заводу, та Рахілі Нехеміївни Стерник. Незабаром родина переїхала до Чорного острова, а потім у Бронівку (у 1899 році батько збудував цегельний завод у Проскурові). 

Отримав домашнє виховання, займався з приватним учителем. У 14 років він уже складав вірші як на івриті, так і на їдиші. У 20 років одружився в Єдинці (Єдінец), Бессарабія, і зайнявся торгівлею зерном, але через падіння цін втратив гроші на придане. Тут він потоваришував з письменником-початківцем Ідл (Єгудою) Штейнбергом, разом з яким заснував бібліотеку і працював у початковій школі (талмуд-торі).  Наступного року Галперн надіслав до Варшави рукопис повісті Штейнберга «У ті дні» та свої оповідання. Повість Штейнберга була незабаром опублікована, дебют самого Галперна, незважаючи на схвальні відгуки, відбувся лише у 1899 році. Ось як про це згадує Менаше у своїй книзі мемуарів «Пергаменти» (1952):
У 1893 році друг (Азріель Едельман, авт.) поїхав до Варшави, і він узяв із собою рукопис притчі Штейнберга «Ba ir u bayaar» («У місті та в лісі»), щоб отримати експертний висновок. Я також надіслав зразки своїх творів. Довід Пінскі, ще початківець, сказав, що йому подобається моя творчість, і вітав мене як перспективного автора. Невдовзі я отримав листа на ім'я Переця, щоб я приїхав до Варшави працювати з ним. У Переця було видавництво, яке видавало невеликі літературні буклети за прикладом «Сіфрей Агори» Бена Авігдора. Це дозволить мені розвинути свої навички письма. Але я пам'ятав застереження Слонімського та Шапіри («Письменницьке ремесло — нещастя, вічна бідність»), а також невдачі минулого, і все це заважало мені писати.  [Архівовано 27 жовтня 2021 у Wayback Machine.]
Багато подорожував країнами Європи в зв'язку з торгівельними справами батька (Сувалки, Гамбург, Будапешт, Відень). У 1898 році зайнявся обробкою та орендою землі. Публікувався у всіх основних періодичних виданнях того часу на їдиші.
Дізнавшись про погром у Кишиневі (1903), Галперн почав займатися збором їжі та одягу для жертв погрому. Після цього він був змушений разом із родиною емігрувати до Америки, жив у Нью-Йорку, публікував вірші та оповідання в кількох єврейських газетах. 1904 року переїхав до Бразилії, 1905 року — до Швейцарії. В 1908 повернувся до Росії і оселився в Москві, де займався банківською справою. У 1911 році розлучається з першою дружиною та вдруге одружується з Дорою Авербух з Москви (від першої дружини, яка померла в Америці, мав трьох синів та доньку).  [Архівовано 27 жовтня 2021 у Wayback Machine.] Викупив у журналіста та видавця Герца Акцина видавництво «Хавер» («Товариш»), де у 1917 році вийшла його перша книга віршів та казок «Зілбернє hop» (Срібне волосся), а також збірки Зусмана Сегаловича та інших літераторів (це видавництво було націоналізовано одразу Жовтневої соціалістичної революції).

### Літературна діяльність під час російської революції
Після лютневої революції 1917 року Гальперн з дружиною повернулися до Москви. У цей період через зняття царської цензури, зросла і літературна діяльність Галперна. У Москві він зустрівся з відомими письменниками на їдиш. За їхньою рекомендацією його запросили писати для «Petrograder Tagblatt» («Петроградський листок») і він переїхав до Петрограду. Під час його перебування в Петрограді відбулася більшовицька революція. В березні 1918 року Галперн повернувся до Москви, де жила його дружина і дочка Ребекка (згодом Ребекка Гальперіна (Енн), відомий радянський редактор і перекладач).
У Москві він зустрівся з гуртком єврейських письменників і художників, серед яких Даніель Чарні, Мойше Бродерзон, художник Ель Лисицький. Ці зустрічі привели до заснування «Московського гуртка єврейських письменників і художників». Гурток нараховував 35 членів, Галперн був обраний його головою, а Чарні — секретарем. Цей період є піковим періодом у літературній діяльності Галперна в першій половині його життя. Так, його переклади поезій поетів Рабіндраната Тагора та Омара Хаяма були надруковані в антології перекладів поезії ще в 1917 році.
Але через посилення контролю радянського режиму над єврейською культурою Галперн був змушений продати свою друкарню «Хавер» за помірною ціною, а всі друковані книги були конфісковані.
1922 року переїхав до Києва і 1925 року емігрував спочатку до Австрії (Відень), потім до Бразилії (1926). 1931 року був делегатом на сімнадцятому сіоністському конгресі в Базелі. Після цього він зіткнувся з труднощами в заробітках, а його дружина допомагала заробляти на життя, продаючи їжу, яку вона готувала, і орендуючи кімнати. У 1934 році він опублікував у Бразилії свою першу книгу «Ausen alten Brunam» («Зі старої криниці»), яка є збіркою оповідань з життя бессарабських та подільських євреїв. Частина творів були також опубліковані під псевдонімами «Дал-вехомер», «Аль-Насані», «Одем Зіг-заг», «Цим де Ша», «Вір з Вір».

### Життя на Святій землі
Напередодні Хануки 1935 року Менаше Галперн емігрував до Ізраїлю і жив у Хайфі. Він також намагався придбати кав'ярню на вулиці Дізенґоф, але втратив гроші. Його дружина змушена була готувати обіди для робітників. Галперн захворів і ліг на лікування до туберкульозної лікарні в єрусалимському районі Мекор-Хаїм. Після восьми місяців лікування його відпустили і порадили повернутися до Бразилії. Його сестра Роза та її син Йозеф надіслали йому квитки, і 12 травня 1938 року вони сіли на корабель до Бразилії.

### Переїзд до Бразилії
Напередодні Другої світової війни Галперн та його дружина Дора повернулися до Ріо, де купили пансіонат для пляжу. Його діяльність у цей період невідома, і схоже, що Друга світова війна та заборона, накладена бразильським урядом на діяльність сіоністів, з одного боку, та преси на їдиш, з другого, призвели до відступу від його громадської діяльності. Менаше разом з дружиною переїхали до Сан-Паулу, де він влаштувався на роботу в новий будинок престарілих. Там він працював та читав лекції. Галперн описав цей період як період «духовної кальцифікації» та життя за інерцією в оточенні літніх людей. За цей час він перестав писати. Лише у 1940-х рр. його спілкування з композитором Бернардом Гоффом повернуло митцю його духовну енергію. Його запрошення на єврейський культурний конгрес у Нью-Йорку в 1948 році також допомогло його духовному відродженню. На цьому конгресі він зустрівся з сотнями єврейських інтелектуалів і побачив «продовження єврейської літератури». Він також сказав, що створення Держави Ізраїль сприяло пробудженню його творчих сил, і після цих подій він написав книгу спогадів «Парметн» («Пергаменти»), опубліковану в Сан-Паулу в 1952 році.

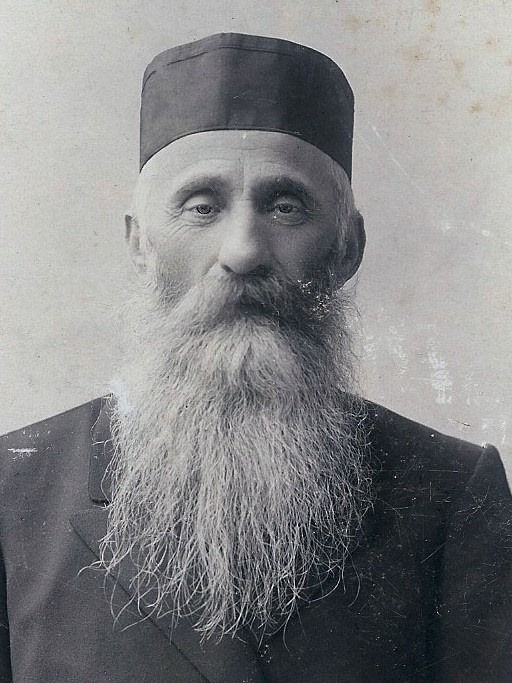

### Книга мемуарів
Найважливішою роботою Галперна є його мемуари «Пергаменти: мемуари та нариси». Книга була написана наприкінці його життя, коли він погано бачив, і в написанні йому допомагала молода жінка Сара Чершанія. Незважаючи на це, книга сповнена подробиць про життя євреїв в районах мошаву наприкінці 19 століття. Перша частина книги — це збірка розділів і спогадів. Галперн стверджує, що 19 століття для євреїв почалося в 1970-х роках, і він описує, з одного боку, традиційний досвід, а з іншого боку, дух змін, який почався з його дитинства.
У першому розділі «За часів Лінцкі та Шмара» він представляє вплив цих двох письменників на поширення читання на їдиш серед єврейських мас. Галперн представляє Шмара як того, завдяки кому їдиш перетворився з жаргону на поважну мову.
Другий розділ книги описує єврейських землевласників. За його описами, їхнє життя було близьким до природи і пронизане духом працьовитості.
У третьому розділі «Царське вигнання і погроми» описується потрясіння, яке відбулося після вбивства російського царя Олександра II. Він описує своє дитинство під час погромів і намагання робітничого класу зберегти засоби для існування, незважаючи на травневі постанови.
У наступних розділах більше описується єврейське повсякденне життя. Друга частина книги — коротка автобіографія автора, написана стислою мовою про його активне життя в Росії, США, Берліні, Бразилії та Землі Ізраїлю.
У 2014 році книгу переклав з їдиш на іврит Альтер Офір і видав сам.

## Родина
Брат — Лев Соломонович Гальперін (1886—1938, розстріляний), художник, скульптор, журналіст; його дружина — мистецтвознавець Олександра Юхимівна Кроль (1899—1978), син — сходознавець-синолог Юрій Львович Кроль (нар. 1931). Також брати — Іхіл (Ахілл), Абрам, Давид (?-1919) і Йойл (?-1943), сестри — Рівка, Роза Бернштейн (1879—1972), Ада Ейдельман та Іда Фрідман.
Був двічі одружений — з Темою Нафтулівною Корманською (1872—1941) та Дорою Ізраїлівною Авербух (1878—1968).